# Gary Breit
Gary Breit (McKerrow, 18 giugno 1960) è un tastierista canadese.
Nato nella piccola città di McKerrow, dal 2002 è il tastierista di Bryan Adams. Ha lavorato con artisti tra cui Amanda Marshall, Cassandra Wilson, Amy Sky, Corey Hart, Long John Baldry, Lucid Dreaming, Damhnait Doyle.

## Discografia
- 1984 – The Pukka Orchestra – sintetizzatore
- 1985 – Corey Hart - Boy in the Box – sintetizzatore
- 1988 – Breit Bros. – voce, sintetizzatore
- 1995 – Cassandra Wilson -New Moon Daughter – organo Hammond
- 1997 – Vermillion Skye - Random Kinetic Overtures – guest artist: sintetizzatore
- 1999 – Kim Mitchell - Kimosabe – Sintetizzatore
- 2003 – Shaye - The Bridge – pianoforte, organo
- 2004 – Bryan Adams - Room Service – sintetizzatore
- 2008 – Bryan Adams - 11 – pianoforte, organo
- 2010 – Bryan Adams - Bare Bones – pianoforte
- 2013 – Bryan Adams - Live at Sydney Opera House – pianoforte
- 2023 – Bryan Adams - Live at the Royal Albert Hall –  tastiere

## Tour
con Bryan Adams
- Here I Am Tour
- Room Service Tour
- Anthology Tour
- 11 Tour / Acoustic Show
- The Bare Bones Tour
- Reckless 30th Anniversary Tour
- Get Up Tour
- The Ultimate Tour
- Shine a Light Tour
- So Happy It Hurts Tour